# Lojas do Baú Crediário
As Lojas do Baú Crediário foi uma rede varejista do Grupo Silvio Santos no ramo do varejo. A primeira loja foi inaugurada em setembro de 2007 em Santo André. A meta da empresa era abrir lojas nas regiões Sul e Sudeste do país e disputar com as gigantes do setor, as Casas Bahia e o Ponto Frio, por exemplo.
Em Junho de 2011, a rede possuía 127 lojas, 100 no estado do Paraná, 26 em São Paulo e uma em Minas Gerais.

## História
Ao final da venda do carnê do Baú em 2007, o Grupo Silvio Santos decidiu investir em um novo modelo de vendas: o crediário. Para isso, transformou algumas de suas "Lojas do Baú" em "Lojas do Baú Crediário". Em junho de 2009 o Grupo Silvio Santos comprou a rede Lojas Dudony pela quantia de R$ 25,6 milhões, inaugurando no mesmo ano, aproximadamente, 100 lojas no Paraná com a marca Baú da Felicidade Crediário.

## Venda para o Magazine Luiza
Em junho de 2011, o Grupo Silvio Santos vende o "Baú da Felicidade Crediário" para o Magazine Luiza. A aquisição, avaliada em R$ 83 milhões, prevê a compra de 121 lojas localizadas no Paraná, Minas Gerais e São Paulo, além dos respectivos contratos de locação, equipamentos e instalações das lojas, dos escritórios e centros de distribuição, incluindo sistemas de informática (hardwares e softwares) e a propriedade da base de clientes (cerca de 3 milhões). O motivo alegado pelo Grupo Silvio Santos foi de que as lojas não possuíam condições de concorrer com grandes empresas globais de varejo.